# Lumík norský
Lumík norský (Lemmus lemmus) je běžný druh lumíka endemický pro severní Evropu, největší populace bychom pak našli v Norsku. Lumík norský vyhledává tundry v blízkosti vody a s množstvím skal. Dospělí jedinci se živí především ostřicemi, travinami, ale i mechem. Jsou aktivní hlavně ve dne, v noci střídají spánek a občasné aktivity.

## Taxonomie a populace

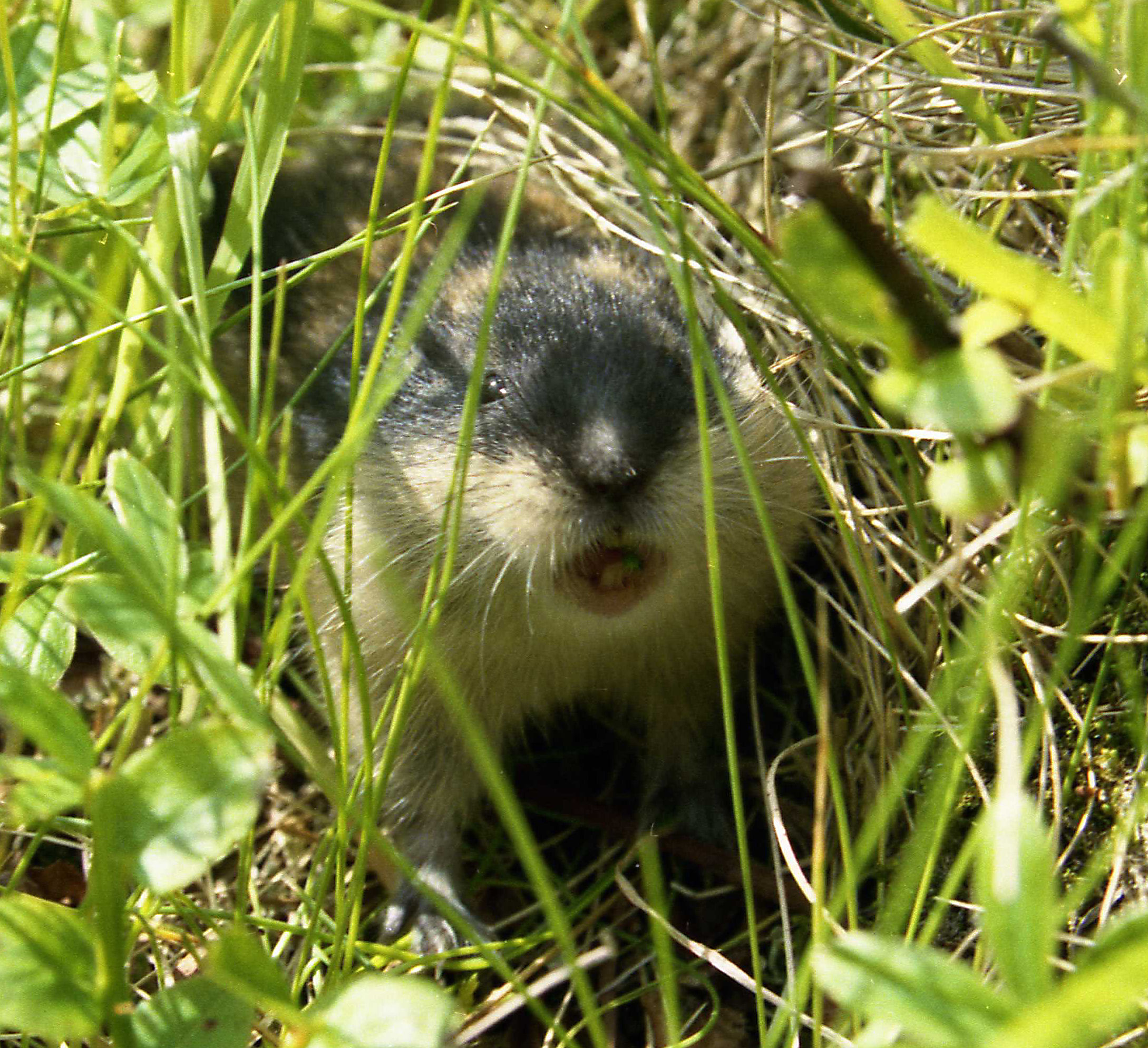

Lumíka norského poprvé popsal Linnaeus roku 1758 a jednalo se o dospělého jedince ze severu Norska. Obecně se ale jedná o velmi starý druh, který přežil i Pleistocén díky tomu, že se na krátkou dobu přesunuli do západní Evropy.
Jeho blízkými příbuznými jsou lumík amurský (Lemmus amurensis) a lumík sibiřský (Lemmus sibiricus). Stále panuje i tvrzení, že lumíci sibiřští jsou předky těch norských, což ale na základě analýz DNA není pravda.[zdroj⁠?!]
Populace lumíků norských má obecně čtyřleté cykly, přičemž první tři roky je jejich populace udržitelná, čtvrtý rok ale dramaticky narůstá a hned zase upadá. I tak ale platí, že se jedná o druh málo dotčený, tedy nechráněný.

## Popis
Lumík norský je drobný hlodavec s nevýrazným pohlavním dimorfismem. Samce od samice lze rozeznat jen těžko, obě pohlaví měří na délku okolo 155 mm a váží do 130 g, v závislosti na stravě a jejím množství. Samotný ocas je dlouhý 10 až 19 mm. Jejich tělo pokrývá řidší, na dotek hrubá srst, která mívá žluto-černé zbarvení. Na břiše pak bývá světlejší.

## Život
Lumík norský tráví zimu v norách pod sněhem. Během jarního tání se pak stěhuje do vyšších poloh, kde je sníh stále dostatečně pevný a tedy i bezpečný. V případě nepříznivých podmínek migrují i na velké vzdálenosti směrem k moři, to ale není vědecky prokázáno.
Pohlavní dospělosti dosahují lumíci již v jednom měsíci. I to je důvod, proč je jich tak velké množství a jejich populace je poměrně stálá. Od stáří jednoho měsíce pak každá samička porodí vrh o šesti až osmi mladých každé tři až čtyři týdny. Mnoho mláďat se ale nedožije ani několik dní a slabší jedinci umírají již brzy po porodu.